# 하드 워드
《하드 워드》(영어: The Hard Word, 일부 지역에서는 영어: The Australian Job)는 오스트레일리아, 영국에서 제작된 스콧 로버츠 감독의 2002년 범죄 영화이다. 가이 피어스, 레이철 그리피스 등이 출연하였고, 앨 클라크 등이 제작에 참여하였다.

## 출연
- 가이 피어스
- 레이철 그리피스
- 로버트 테일러
- 조엘 에저턴
- 데이미언 리처드슨
- 론다 핀들턴
- 케이트 앳킨슨
- 빈스 콜러시모
- 폴 손킬라
- 킴 긴절

## 기타 제작진
- 배역: 앤 로빈슨
- 미술: 패디 리어던
- 의상: 테리 라이언

## 흥행
오스트레일리아 박스 오피스에서 2,957,456 달러의 수익을 거두었다.